# 蓼州
蓼州，唐朝時中國的州。
唐高祖武德四年（621年）置蓼州，治所在松滋县（今安徽省霍邱县新店镇李庙村），辖松滋县、霍丘县（今安徽省霍邱县），武德七年（624年），废蓼州、松滋县，其所领霍丘县改属寿州。
蓼州刺史
- 皇甫珍义（武德年间）